# Yoshiaki Numata
Yoshiaki Numata (jap. 沼田 義明, Numata Yoshiaki; * 19. April 1945 in Hokkaidō) ist ein ehemaliger japanischer Boxer im Superfedergewicht und Weltmeister. 

## Karriere
Numata gewann seine ersten 25 Fights, die meisten davon nach Punkten. 1965 holte er sich mit einem Punktsieg den OPBF-Titel. Am 15. Juni 1967 boxte er gegen Flash Elorde um die Weltmeistertitel der Verbände WBA und WBC und siegte über 15 Runden durch Mehrheitsentscheidung. Allerdings verlor er die Titel bereits in seiner ersten Titelverteidigung an seinen Landsmann Hiroshi Kobayashi durch technischen K. o. in Runde 12.
1969 trat er gegen Mando Ramos nochmals um die Weltmeistergürtel der Verbände WBA und WBC an, diesmal allerdings im Leichtgewicht. Ramos schlug ihn in der 6. Runde schwer k.o. Im darauffolgenden Jahr konnte er im Superfedergewicht, in seiner alten Gewichtsklasse, noch einmal den WBC-Weltmeistergürtel erobern, als er den Philippiner René Barrientos durch eine geteilte Punktentscheidung besiegte. Er konnte den Gürtel insgesamt viermal verteidigen.